# Compagnia di San Luca

Representación del escudo de armas del gremio de pintores (siglo XV).

Compagnia di San Luca (Compañía de San Lucas) es el nombre del gremio de pintores que se creó en Florencia a mediados del siglo XIV (1339 o 1449), cuando se autoriza por primera vez que exista un gremio de pintores independiente al de médicos y farmacéuticos del que hasta entonces tenían que formar parte.
Dos siglos después fue cuando finalmente los artistas pudieron trabajar al margen de los gremios, lo que es definitivo para crear la condición actual de artista.